# Factory Instrumentation Protocol
FIP (ang. Factory Instrumentation Protocol) – komputerowa sieć przemysłowa oparta na modelu PDK (Producent, Dystrybutor, Konsument) (ang. PDC).
Jest to protokół stosunkowo młody, powstał w latach 90. zeszłego stulecia we Francji jako wynik współpracy wielu ośrodków akademickich oraz firm. Dzięki zastosowaniu modelu PDK w większości zastosowań zapewnia on lepszą sprawność oraz przepustowość niż sieci oparte na innych modelach (Master-Slave lub Token-Bus/Token-Ring)
Organizacja WorldFIP zmodyfikowała nieznacznie ten protokół i rozwija go pod własną nazwą WorldFIP.